# Affaire grecque

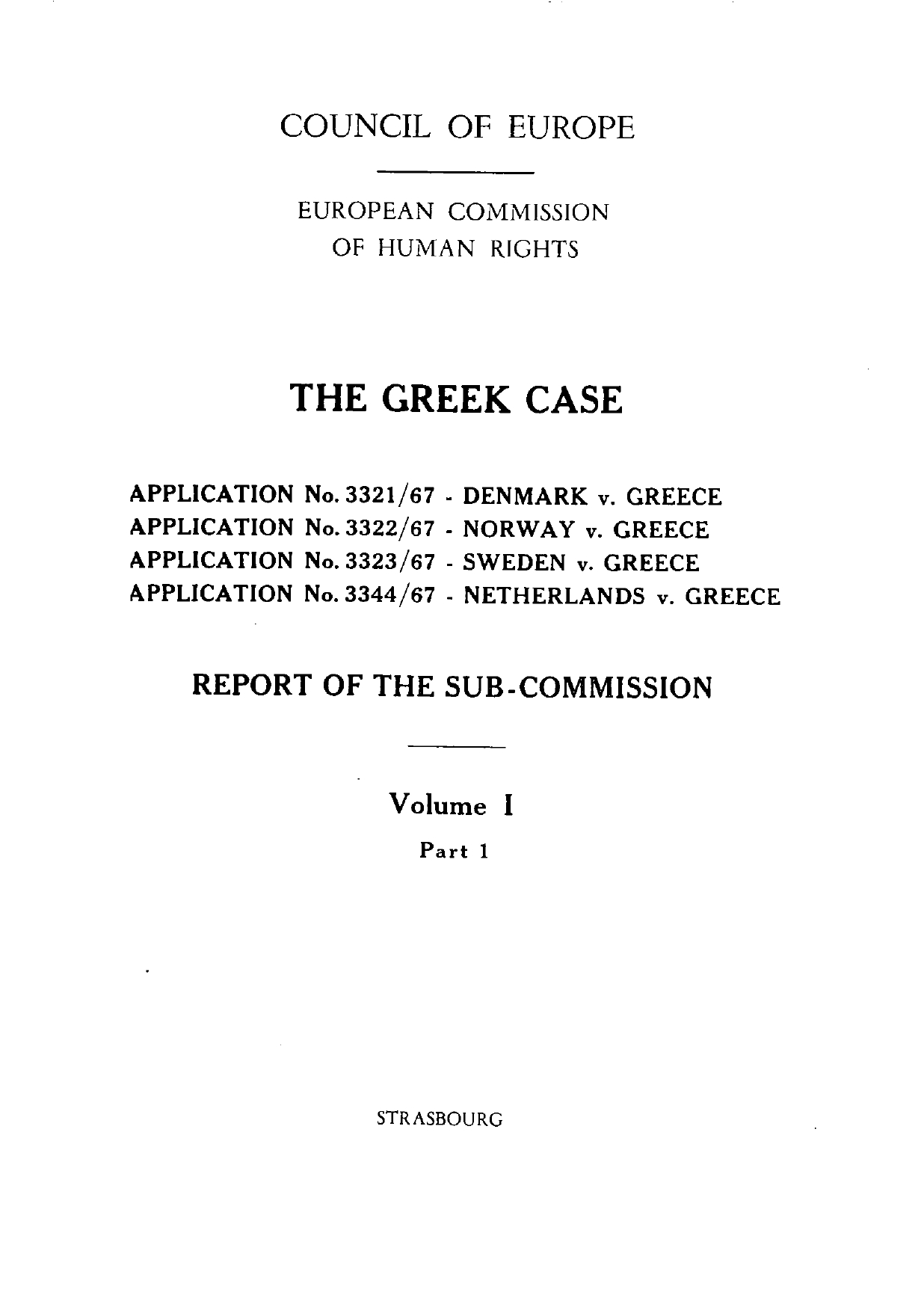
Page de titre du rapport de la sous-commission.

En 1967, le Danemark, la Norvège, la Suède et les Pays-Bas portent l'affaire grecque (en anglais : Greek case) devant la Commission européenne des droits de l'homme contre la junte grecque, alléguant des violations de la Convention européenne des droits de l'homme (CEDH), par la Grèce. En 1969, la Commission constate de graves violations, notamment des actes de torture ; la dictature réagit en se retirant du Conseil de l'Europe. L'affaire fait l'objet d'une importante couverture médiatique et est « l'une des affaires les plus célèbres de l'histoire de la Convention ».
Le 21 avril 1967, des officiers de l'armée de droite organisent un coup d'État militaire et ont recours à des arrestations massives, des purges et la censure pour réprimer leur opposition. Ces tactiques font rapidement l'objet de critiques au sein de l'Assemblée parlementaire du Conseil de l'Europe, mais la Grèce les justifie comme une réponse à la subversion communiste présumée et autorisée par l'article 15 de la CEDH. En septembre 1967, le Danemark, la Norvège, la Suède et les Pays-Bas déposent des plaintes identiques contre la Grèce, alléguant des violations de la plupart des articles de la CEDH, qui protègent les droits individuels. L'affaire est déclarée recevable, au début de 1968 ; de même, une deuxième affaire déposée par le Danemark, la Norvège et la Suède pour violation de l'article 3, après que la junte ait été accusée de pratiquer la torture, est déclarée recevable.
En 1968 et au début de 1969, une sous-commission tient des audiences à huis clos concernant l'affaire, au cours desquelles elle interroge des témoins et entreprend une mission d'enquête en Grèce, interrompue en raison de l'obstruction des autorités. Les preuves recueillies lors du procès s'élèvent à plus de 20 000 pages, mais elles sont condensées dans un rapport de 1 200 pages, dont la plupart sont consacrées à la preuve de la torture systématique, par les autorités grecques. La sous-commission soumet son rapport à la Commission, en octobre 1969. Il fait rapidement l'objet d'une fuite dans la presse et bénéficie d'une large couverture médiatique, ce qui retourne l'opinion publique européenne contre la Grèce. La Commission constate des violations de l'article 3 et de la plupart des autres articles. Le 12 décembre 1969, le Comité des Ministres du Conseil de l'Europe examine une résolution sur la Grèce. Lorsqu'il apparaît que la Grèce va perdre le vote, le ministre des affaires étrangères, Panayótis Pipinélis, dénonce la CEDH et se retire. Jusqu'à l'expulsion de la Russie en Mars 2022, la Grèce était le seul État à avoir quitté le Conseil de l'Europe ; elle y est retournée après la transition démocratique grecque, en 1974.
Bien que l'affaire ait révélé les limites du système de la Convention pour freiner le comportement d'une dictature non coopérative, elle a également renforcé la légitimité du système en isolant et en stigmatisant un État responsable de violations systématiques des droits de l'homme. Le rapport de la Commission sur cette affaire a également créé un précédent pour ce qu'elle considère comme de la torture, des traitements inhumains et dégradants et d'autres aspects de la Convention.

## Contexte
Au lendemain de la Seconde Guerre mondiale, les États démocratiques européens créent le Conseil de l'Europe, une organisation européenne qui se consacre à la promotion des droits de l'homme et à la prévention d'une rechute dans le totalitarisme. Le statut du Conseil de l'Europe (1949) exige de ses membres qu'ils adhèrent à une norme fondamentale de démocratie et de droits de l'homme,,.
Le Conseil de l'Europe approuve le projet de Convention européenne des droits de l'homme (CEDH) en 1950, qui entre en vigueur trois ans plus tard. La Convention européenne des droits de l'homme (1954) et la Cour européenne des droits de l'homme (1959) sont créées pour statuer sur les violations présumées de la Convention,. La Grèce est un membre fondateur du Conseil de l'Europe et, en 1953, le Parlement grec ratifie à l'unanimité la CEDH et son premier protocole.
La Grèce n'a pas autorisé les requêtes individuelles à la Commission,, de sorte que la seule façon de la tenir responsable des violations est une affaire interétatique. La Grèce n'a pas quitté la Cour et n'a pas ratifié le protocole 4 de la Convention, bien que le Conseil de l'Europe dispose de capacités d'enquête considérables, il n'a guère de pouvoir de sanction, sa plus haute sanction étant l'expulsion du Conseil,,. En 1956, la Grèce dépose la première requête interétatique auprès de la Commission, Grèce c. Royaume-Uni, alléguant des violations des droits de l'homme dans la Chypre britannique.

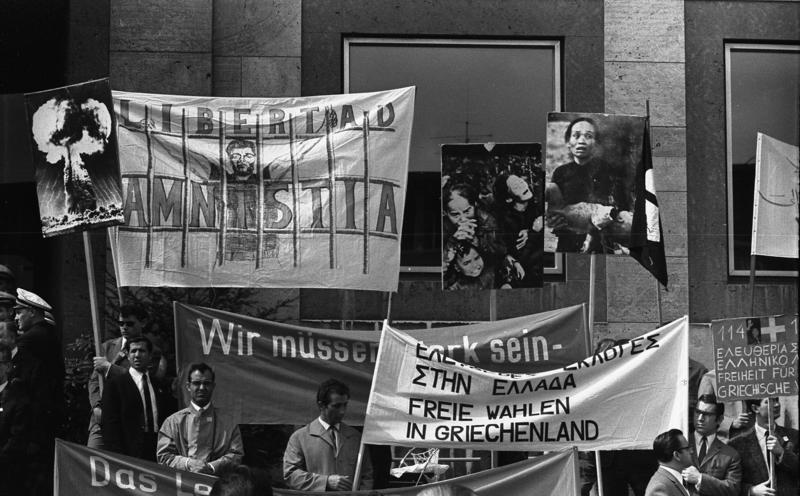
Manifestation anti-junte à Stuttgart en Allemagne de l'Ouest, le 1er mai 1967.

Le 21 avril 1967, des officiers de l'armée de droite organisent un coup d'État militaire peu avant la tenue des élections législatives grecques de 1967 (en). Prétendant que le coup d'État est nécessaire pour sauver la Grèce de la subversion communiste, la nouvelle junte grecque gouverne le pays telle une dictature militaire.
Son premier décret est le décret royal n° 280, qui annule les dispositions de la Constitution grecque de 1952 garantissant la démocratie et les droits de l'homme, en raison d'une urgence officielle indéfinie. Plus de six mille opposants au régime sont immédiatement arrêtés et emprisonnés. Les purges, la loi martiale et la censure visent également les opposants à la junte,,. Tout au long de l'été, des manifestations publiques ont lieu à l'extérieur de la Grèce contre la junte. La suggestion de renvoyer la Grèce devant la Commission européenne des droits de l'homme est émise pour la première fois par le journal danois Politiken, une semaine après le coup d'État.

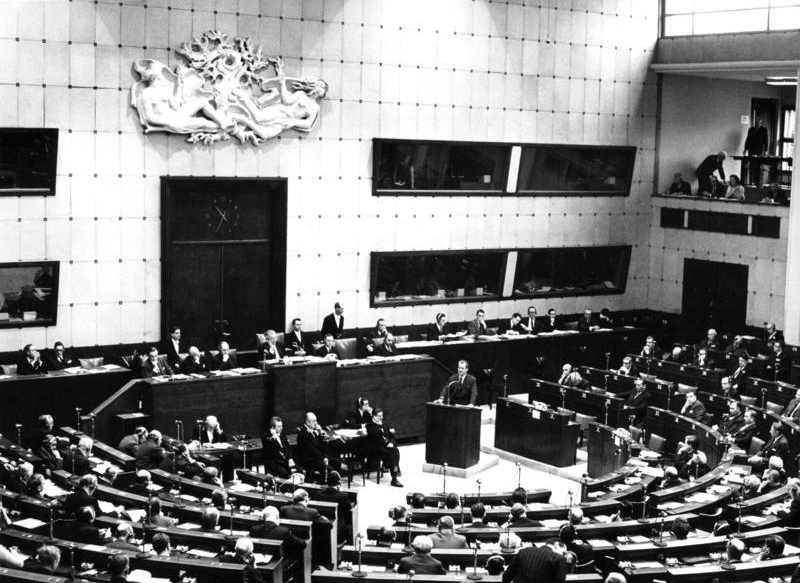
Réunion de l'Assemblée parlementaire du Conseil de l'Europe (24 janvier 1967).

La junte devient la cible de vives critiques au sein de l'Assemblée parlementaire du Conseil de l'Europe pour ses violations des droits de l'homme. Le 24 avril, l'Assemblée parlementaire débat de la question grecque. Les représentants grecs ne sont pas présents à cette réunion car la junte a dissous le parlement et annulé leurs pouvoirs,,. Le 26 avril, l'Assemblée adopte la directive 256, enquêtant sur le sort des députés grecs disparus, appelant à la restauration de la démocratie parlementaire et constitutionnelle et s'opposant à « toute mesure contraire à la Convention européenne des droits de l'homme »,,. Bien que l'assemblée et le Comité des ministres aient montré une certaine réticence à s'aliéner la Grèce, ignorer complètement le coup d'État mettrait en péril la légitimité du Conseil de l'Europe.
Le 3 mai 1967, la junte envoie une lettre au Secrétaire général du Conseil de l'Europe, annonçant que la Grèce est en état d'urgence, ce qui justifie des violations des droits de l'homme, en vertu de l'article 15 de la Convention européenne des droits de l'homme,,. Cette reconnaissance implicite du non-respect des droits de l'homme, par la junte, est ensuite saisie par les Pays-Bas, la Suède, la Norvège et le Danemark comme motif de leur plainte auprès de la Commission. La Grèce ne fournit aucune raison pour cette dérogation, avant le 19 septembre, ce que la Commission considère comme très tardif.
Les 22-24 mai, la commission juridique se réunit et propose une autre résolution contre la junte,, que la Commission permanente de l'Assemblée adopte le 23 juin en tant que résolution 346. Cette résolution indique que la Grèce a violé l'article 3 du Statut du Conseil de l'Europe : « Tout membre du Conseil de l'Europe doit accepter le principe de la prééminence du droit et le principe en vertu duquel toute personne placée sous sa juridiction doit jouir des droits de l'homme et des libertés fondamentales »,,.
La résolution exprime « le souhait que les gouvernements des parties contractantes à la Convention européenne des droits de l'homme soumettent le cas grec, séparément ou conjointement, à la Commission européenne des droits de l'homme conformément à l'article 248(a) de la Convention »,,. Le 10 septembre, l'Assemblée parlementaire débat de documents préparés par la commission juridique qui indiquent que, bien que seule la Commission puisse prendre une décision juridiquement contraignante, la dérogation de la Grèce à la Convention n'est pas justifiée.

## Recevabilité

### Première application
En vertu de la résolution 346, le 20 septembre 1967, trois États membres du Conseil de l'Europe (Suède, Norvège et Danemark) déposent des demandes identiques, contre la Grèce, devant la Commission,,.
Ils allèguent des violations de presque tous les articles de la CEDH qui protègent les droits individuels : article 5 (droit à la liberté), article 6 (droit à un procès équitable), article 8 (droit à la vie privée), article 9 (liberté de pensée), article 10 (liberté d'expression), article 11 (liberté d'association), article 13 (droit à un recours juridique (en)) et article 14 (non-discrimination, y compris sur la base des convictions politiques). En outre, les requérants déclarent que la Grèce n'a pas démontré la validité de son invocation de l'article 15,,. Les demandes, fondées sur des décrets publics qui, à première vue, violent la CEDH, font référence à des discussions antérieures au sein de l'Assemblée parlementaire dans lesquelles la junte grecque est critiquée. Le lendemain, le belge Fernand Dehousse propose que la Communauté européenne introduise un recours similaire contre la Grèce, avec laquelle la Communauté économique européenne a un accord d'association. Bien que sa proposition n'ait pas reçu de soutien, la CE coupe toute aide économique à la Grèce. Le 27 septembre, les Pays-Bas se joignent au procès avec une demande identique,, ; la Commission lie ensemble les quatre affaires, le 2 octobre.
Contrairement à d'autres affaires interétatiques, portées devant la Commission, les pays scandinaves n'ont pas d'affinité ethnique avec les victimes de violations des droits de l'homme. Ils interviennent plutôt parce qu'ils estiment que c'est leur devoir moral et parce que l'opinion publique de leur pays est opposée aux actions de la junte grecque,. Max Sørensen, le président de la Commission, déclare que cette affaire est « la première fois que le mécanisme de la Convention ... a été mis en route par des États n'ayant aucun intérêt national à introduire une demande et apparemment motivés par le désir de préserver notre héritage européen de liberté ». Bien que l'affaire soit sans précédent, en ce sens qu'elle a été introduite sans intérêt national, la promotion internationale des droits de l'homme est caractéristique de la politique étrangère scandinave de l'époque. À la suite des tentatives de boycott des marchandises des pays candidats en Grèce,, les industries exportatrices font pression sur leurs gouvernements pour qu'ils abandonnent l'affaire. Pour cette raison, les Pays-Bas se retirent de la participation active à l'affaire,. Les avocats travaillant pour les ministères des affaires étrangères de Suède, de Norvège et du Danemark font surtout avancer l'affaire.
La Belgique, le Luxembourg et l'Islande annoncent ensuite qu'ils soutiennent les actions des gouvernements scandinaves et néerlandais, avec une déclaration qui n'a pas été citée par la Commission et qui n'a très probablement aucun effet juridique,.
Les tentatives visant à obtenir une déclaration similaire du Royaume-Uni échouent, malgré l'opposition de nombreux Britanniques à la junte,. Comme le déclare un fonctionnaire britannique, le gouvernement Wilson (en) « ne pensait pas qu'il serait utile, dans les circonstances actuelles, de mettre la Grèce en accusation en vertu de la Convention des droits de l'homme ».
Les Grecs affirment que l'affaire est irrecevable parce que la junte est un gouvernement révolutionnaire, et que « les objets originaux de la révolution ne pouvaient pas être soumis au contrôle de la Commission ». Citant le précédent du coup d'État turc de 1960, à propos duquel la Commission a rejeté des plaintes relatives aux droits de l'homme, elle fait valoir que les gouvernements disposent d'une marge d'appréciation (en) pour adopter des mesures exceptionnelles en cas d'urgence publique. La Commission estime que le principe d'urgence n'est pas applicable parce qu'il est destiné aux gouvernements qui opèrent dans un cadre démocratique et constitutionnel, et que, de plus, la junte a elle-même créé l'urgence. Elle déclare donc l'affaire recevable, le 24 janvier 1968,.

### Deuxième application
Le 27 janvier 1968, Amnesty International publie un rapport rédigé par deux avocats, Anthony Marreco (en) et James Becket (en), qui se sont rendus en Grèce et ont recueilli des témoignages de première main sur les violations des droits de l'homme, y compris la torture. À la suite de ces conclusions, les trois pays scandinaves déposent une autre requête, en mars 1968, pour violation des articles 3 (pas de torture, ni de traitement inhumain ou dégradant) et 7 (pas de droit rétroactif), ainsi que des articles 1 (droit de propriété) et 3 (droit à des élections libres) du protocole n° 1 de la Convention européenne des droits de l'homme,,. Le gouvernement grec fait valoir que des recours internes sont disponibles pour ces violations présumées et que la requête doit donc être déclarée irrecevable, en vertu de l'article 26 de la CEDH. Les requérants répliquent que ces recours sont « en fait inadéquats et inefficaces »,.
La Commission relève trois circonstances qui compromettent l'efficacité des recours internes. Premièrement, les personnes placées en détention administrative n'ont pas de recours devant un tribunal. Deuxièmement, le décret n° 280 suspend bon nombre des garanties constitutionnelles liées au système judiciaire. Troisièmement, le 30 mai, le régime de la junte grecque a licencié 30 juges et procureurs éminents, dont le président de la Cour suprême civile et pénale de Grèce, pour leur participation à une décision qui déplaisait à la junte.
La Commission note, dans son rapport, que cette action montre que le système judiciaire grec manque d'indépendance (en),,. Par conséquent, selon la Commission, « dans la situation particulière qui prévaut en Grèce, les recours internes indiqués par le gouvernement défendeur ne pouvaient être considérés comme efficaces et suffisants ». La requête est déclarée recevable le 31 mai.
L'allégation de torture accroit la visibilité de l'affaire, en Europe, et modifie la stratégie de défense de la junte grecque, puisque l'article 15 interdit explicitement toute dérogation à l'article 3. À partir de 1968, la Commission donne la priorité à l'affaire par rapport à toutes ses autres affaires, ; comme il s'agit d'une organisation à temps partiel, l'affaire grecque absorbe presque tout son temps. Le 3 avril 1968, une sous-commission est constituée pour examiner le cas grec, initialement basé sur la première demande. Elle tient des audiences à la fin du mois de septembre et décide d'entendre des témoins lors de sa réunion suivante en novembre,. L'établissement des faits, en particulier sur place, est rare dans les affaires relevant de la CEDH par rapport à d'autres tribunaux internationaux, tels que la Cour interaméricaine des droits de l'homme.

## Enquête

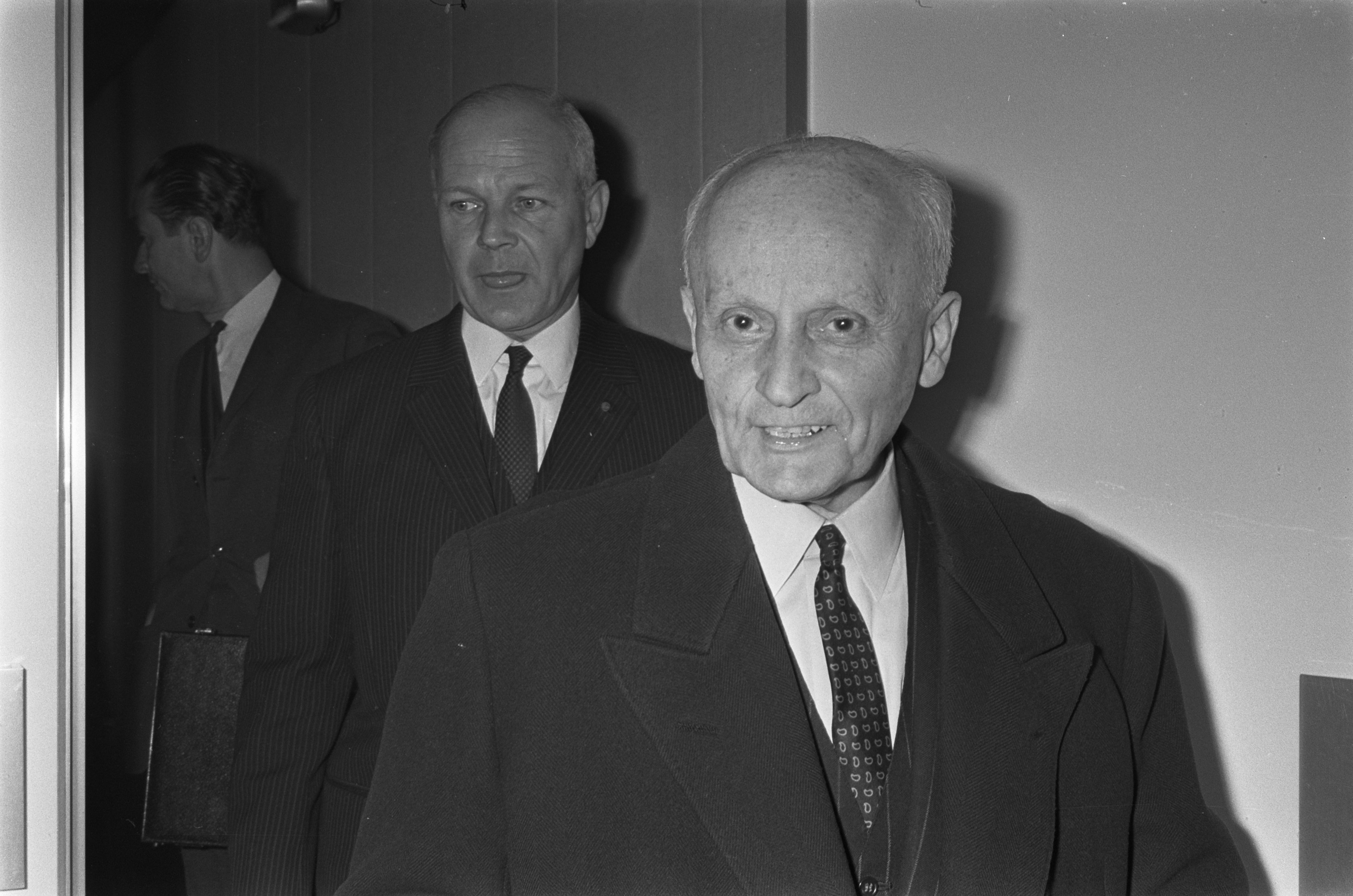
Panayótis Pipinélis (à droite) à l'aéroport d'Amsterdam-Schiphol, avec des représentants du ministère néerlandais des Affaires étrangères (16 avril 1968).

La Grèce coopère extérieurement à l'enquête, mais utilise des tactiques dilatoires en demandant un délai, à chaque étape du processus, qui lui est toujours accordé,. Le ministre des Affaires étrangères Panayótis Pipinélis essaie de donner l'impression, au Comité des ministres, qui a tout le pouvoir de décision au Conseil de l'Europe, que la Grèce est prête à changer. Il pense que l'on peut persuader les pays occidentaux d'ignorer les violations des droits de l'homme de la Grèce, et que quitter le Conseil de l'Europe ne ferait que redoubler la pression internationale contre la junte. Pipinélis, un monarchiste conservateur, essaie d'utiliser cette affaire comme un moyen de pression contre les éléments plus durs de la junte pour sa solution politique préférée : le retour du roi Constantin et les élections de 1971. Le gouvernement grec essaie d'engager des avocats internationaux pour sa défense, mais tous refusent de représenter le pays. De nombreux avocats grecs refusent également, mais Basil Vitsaksis accepte et, pour sa prestation, il est récompensé par une nomination en tant qu'ambassadeur aux États-Unis .
Les auditions de témoins ont lieu la dernière semaine de novembre 1968. Bien que ses travaux se soient déroulés à huis clos, la Commission est affectée par de fréquentes fuites et des journalistes rendent compte de ses travaux,. Le gouvernement grec n'ayant pas autorisé de témoins hostiles, à quitter le pays, les Scandinaves recrutent des exilés grecs pour témoigner. Au cours des audiences, deux témoins grecs amenés par la junte s'échappent et fuient vers la délégation norvégienne, demandant l'asile. Ils déclarent avoir été torturés et leurs familles en Grèce sont menacées. Bien que la junte les ait rayés de la liste des témoins, ils sont autorisés à témoigner pour la Commission,. L'un d'eux le fait, l'autre (Pantelis Marketakis) déclare avoir été enlevé par le chef de la délégation norvégienne, Jens Evensen, et être retourné à Athènes sans avoir témoigné.

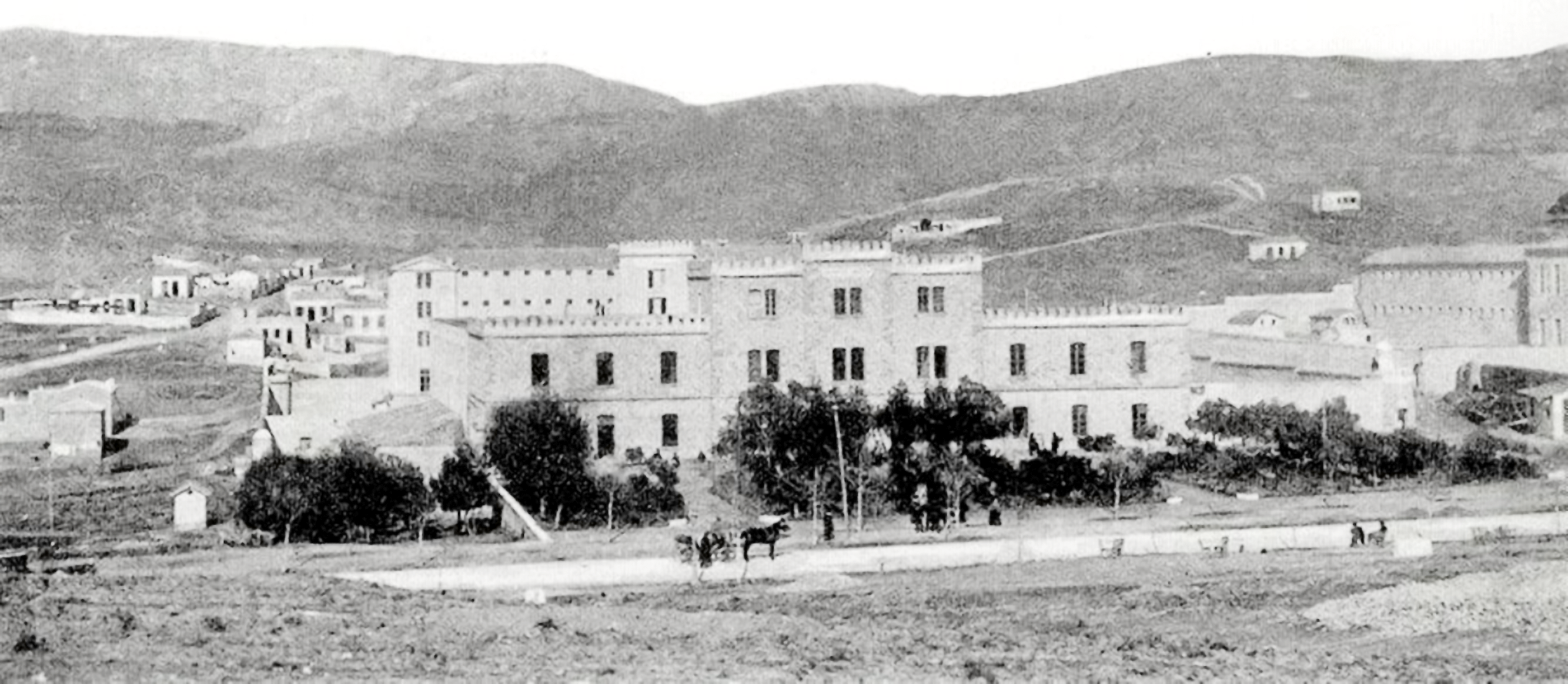
Prison Avérof (vers 1895) qui a fait l'objet d'une enquête par la Commission.

La sous-commission annonce qu'elle commence son enquête, en Grèce, le 6 février 1969 (reportée ensuite au 9 mars à la demande du gouvernement grec), en utilisant son pouvoir d'enquête sur les violations présumées dans les pays membres. L'article 28 de la CEDH exige que les États membres « fournissent toutes les commodités nécessaires » pour mener une enquête. Ses entretiens ont lieu en l'absence de l'une ou l'autre des parties, après que des affiches de recherche aient été placées en Grèce pour l'arrestation d'Evensen et par crainte que la présence de fonctionnaires grecs n'intimide les témoins. Bien qu'il permette à certains témoins de témoigner devant la sous-commission, le gouvernement grec fait obstruction à l'enquête et l'empêche d'accéder à certains témoins qui ont subi des blessures physiques, prétendument sous la torture. En raison de cette obstruction (en particulier, le fait de ne pas être autorisée à visiter Leros, île d'exil en Grèce, ou la prison Avérof), la sous-commission interrompt sa visite.
Après la visite entravée, la sous-commission refuse toutes les demandes de report et la partie grecque riposte en ne remplissant pas les documents requis. À cette époque, d'autres victimes de torture s'échappent de Grèce et plusieurs témoignent lors d'audiences, en juin et juillet, sans la présence de l'une ou l'autre des parties. La sous-commission entend 88 témoins, recueille de nombreux documents (dont certains envoyés clandestinement de Grèce) et accumule plus de 20 000 pages de procédure,. Parmi les personnes qui témoignent devant la Commission figurent d'éminents journalistes, des ministres du dernier gouvernement démocratiquement élu, dont l'ancien Premier ministre Panagiotis Kanellopoulos, et des officiers militaires tels que Konstantínos Engolfópoulos (en).
Parmi ceux qui ont déclaré à la Commission avoir subi des brutalités en prison figurent Konstantínos Engolfópoulos, alors étudiant, et les professeurs Sákis Karágiorgas (el) et Geórgios Mangákis (el). Les enquêteurs d'Amnesty, Marreco, Becket et Dennis Geoghegan, témoignent et la junte envoie des témoins, triés sur le volet, pour témoigner.

## Tentative de règlement à l'amiable
Alors que l'enquête touche à sa fin, la sous-commission demande aux deux parties de faire des observations finales et tente de parvenir à un règlement amiable, comme l'exige l'article 28(b), ; des pourparlers commencent à cet effet, en mars 1969. Les pays scandinaves pensent qu'aucun règlement amiable n'est possible car la torture est interdite et doit cesser ; elle ne peut pas être négociable. Le gouvernement grec propose des visites inopinées du Comité international de la Croix-Rouge. Les partis scandinaves souhaitent également une date limite pour la tenue d'élections libres,, mais le gouvernement grec n'est pas disposé à fixer une date pour les élections législatives,. En raison de ces divergences, un règlement à l'amiable est impossible et l'affaire est transmise à la Commission.

## Résultats
Le 4 octobre, le sous-comité adopte son rapport final et le transmet à la Commission plénière, qui l'adopte le 5 novembre. La plupart des plus de 1 200 pages du rapport traitent des articles 3 et 15. Le rapport comporte trois sections : Historique des procédures et des points en litige, Établissement des faits et de l'avis de la Commission (la plus grande partie du rapport), et une section plus courte expliquant la tentative ratée de parvenir à un « règlement à l'amiable ». Le rapport est largement salué pour son objectivité et sa rigueur en matière de preuve,. S'appuyant sur des preuves directes, le rapport ne cite pas les conclusions de tierces parties, telles que la Croix-Rouge ou les rapports des rapporteurs de la branche politique du Conseil de l'Europe. Becket déclare qu'il trouve « difficile d'imaginer comment la Commission aurait pu être plus approfondie dans son enquête sur les cas [de victimes de torture] qu'elle a choisis ». L'expert juridique A. H. Robertson note que « la Commission a exigé la corroboration des allégations faites, a offert au gouvernement toutes les possibilités de réfuter les preuves produites et a même examiné la possibilité que (comme on le prétend) de nombreux récits de torture aient été délibérément fabriqués dans le cadre d'un complot visant à discréditer le gouvernement ».
La Commission constate également que la Grèce a enfreint les articles 3, 5, 6, 8, 9, 10, 11, 13 et 14 ainsi que l'article 3 du protocole n° 1. Pour l'article 7 de la Convention et l'article 1 du Protocole 1, il n'y a pas eu de violation. Le rapport fait dix propositions pour remédier aux violations des droits de l'homme en Grèce ; les huit premières concernent les conditions de détention, le contrôle de la police et l'indépendance du pouvoir judiciaire, tandis que les deux dernières recommandent d'autoriser une presse libre et des élections libres,. Le commissaire Sørensen rappelle plus tard, qu'avec ces suggestions, la Commission espère convaincre la Grèce de promettre au Comité des ministres de rétablir la démocratie - l'objectif premier et initial de l'affaire, selon Sørensen.

### Article 3

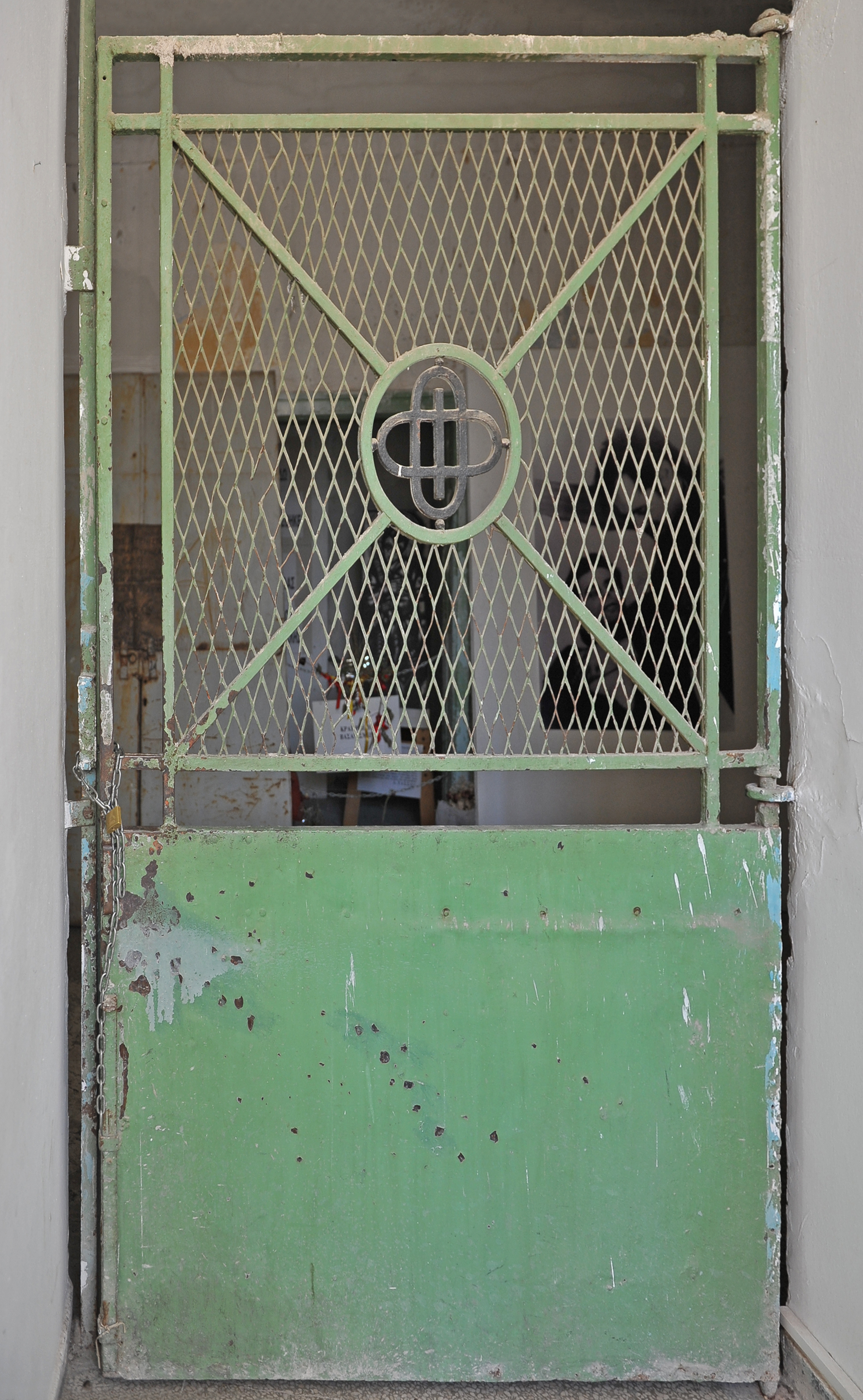
La cellule de Spýros Moustaklís dans le bâtiment de la police militaire grecque. À la suite de tortures, Moustaklis reste muet et partiellement paralysé.

Sur la question de l'article 3, auquel plus de 300 pages du rapport sont consacrées, il examine 30 cas allégués de torture, selon le niveau de preuve requis dans les requêtes individuelles, sur la base des dépositions de 58 témoins,.
Une annexe au rapport énumère les noms de 213 personnes qui auraient été torturées ou maltraitées, et cinq qui seraient mortes des suites de leurs blessures. Une enquête locale rigoureuse est la clé des conclusions et de l'autorité du rapport concernant l'article 3. La juriste Isabella Risini écrit que, bien que le rapport ait un ton impartial, « les méthodes horribles de torture et de mauvais traitements ainsi que la souffrance des individus aux mains de leurs bourreaux apparaissent clairement ». Le commissaire Philip O'Donoghue, plus tard juge à la Cour européenne des droits de l'homme, déclare dans sa contestation dans l'affaire Irlande contre Royaume-Uni (en) que « la valeur de l'audition des preuves dans un lieu local ne peut être surestimée... Aucune description écrite, aussi colorée soit-elle, n'aurait pu être aussi instructive que la visite de la rue Bouboulinas à Athènes ».
Sur les 30 cas, seize font l'objet d'une enquête approfondie, et onze d'entre eux ont pu être prouvés au-delà de tout doute raisonnable. Les quatorze autres cas sont bloqués par l'obstruction grecque ; parmi ces cas, deux présentent des « indices » de torture, sept sont des « cas prima facie » et huit des « indices forts » de torture.
La forme de torture la plus courante est la falanga, le battement de la plante des pieds, que la police grecque pratique de diverses manières, sur des chaises ou des bancs, avec ou sans chaussures. Les autres formes de torture comprennent les coups en général, les chocs électriques, les coups portés aux organes génitaux masculins, les gouttes d'eau sur la tête, les exécutions simulées et les menaces de mort,. Outre les formes physiques manifestes de torture, la Commission a également examiné la torture psychologique et mentale, ainsi que les mauvaises conditions d'emprisonnement. Selon la Commission, le surpeuplement, la malpropreté, le manque de sommeil et la rupture des contacts avec le monde extérieur constituent également des traitements inhumains.
Selon le rapport, le but de la torture est « l'extraction d'informations, y compris des aveux concernant les activités politiques et l'association des victimes et d'autres personnes considérées comme subversives ».
Malgré les nombreux cas de torture avérés signalés aux autorités, celles-ci n'ont fait aucun effort pour enquêter, mettre fin à cette pratique ou punir les responsables,. Comme la torture répond à la fois aux critères de « répétition » et de « tolérance officielle », la Commission estime que le gouvernement grec pratique systématiquement la torture,. La Commission est le premier organe international des droits de l'homme à constater qu'un État pratique la torture en tant que politique gouvernementale.

### Article 5
La sous-commission a documenté des cas où des citoyens avaient été privés de leur liberté, par exemple en étant expulsés de Grèce, soumis à un exil interne vers des îles ou des villages éloignés où il leur est interdit de parler avec la population locale et où ils doivent se présenter à la police deux fois par jour, ou soumis à une surveillance policière,. Considérant l'article 5 en liaison avec l'article 15, la Commission estime que le gouvernement grec a injustement restreint la liberté, avec certaines de ces mesures, qui violent la CEDH, parce qu'elles sont excessives et disproportionnées par rapport à l'urgence alléguée, et parce qu'elles n'ont pas été imposées par un tribunal,. La Commission n'a pas examiné l'admissibilité de l'exil intérieur, celles des restrictions de voyage ou de la confiscation des passeports au titre de l'article 5, ni proposé une définition claire de la « privation de liberté »,. Selon Jeffrey Agrest, écrivant dans le journal Social Research (en), la précédente Constitution grecque n'est peut-être pas conforme à l'article 5 tel qu'interprété par la Commission, car elle permet la détention sans procès, sans inculpation ou sans appel pendant une certaine durée, après quoi les autorités doivent porter des accusations ou libérer le suspect. (Le délai de cette détention extrajudiciaire a été supprimé par le décret royal 280). Cette question n'est pas examinée par la Commission.

### Article 15
La sous-commission a entendu 30 témoins et a également examiné les documents pertinents, tels que les manifestes des parties d'extrême gauche liés au litige sur l'applicabilité de l'article 15. Le gouvernement grec a affirmé que la Gauche démocratique unie (EDA), qui aurait des tendances communistes, formait un front populaire et infiltrait les organisations de jeunesse pour s'emparer du pouvoir.
Les gouvernements interrogés font valoir que si l'EDA est en fait un danger pour la démocratie, son pouvoir peut être limité par des moyens constitutionnels, et qu'elle a perdu son soutien lors des élections précédentes et est de plus en plus isolée politiquement. Après avoir examiné les preuves, la sous-commission conclut que les communistes grecs ont renoncé à leur tentative de prendre le pouvoir par la force et qu'ils n'ont pas les moyens de le faire, alors que le scénario du front populaire est peu plausible. En outre, la suppression rapide et efficace des opposants à la junte, après le coup d'État, est la preuve que les communistes sont « incapables de toute action organisée en cas de crise ».

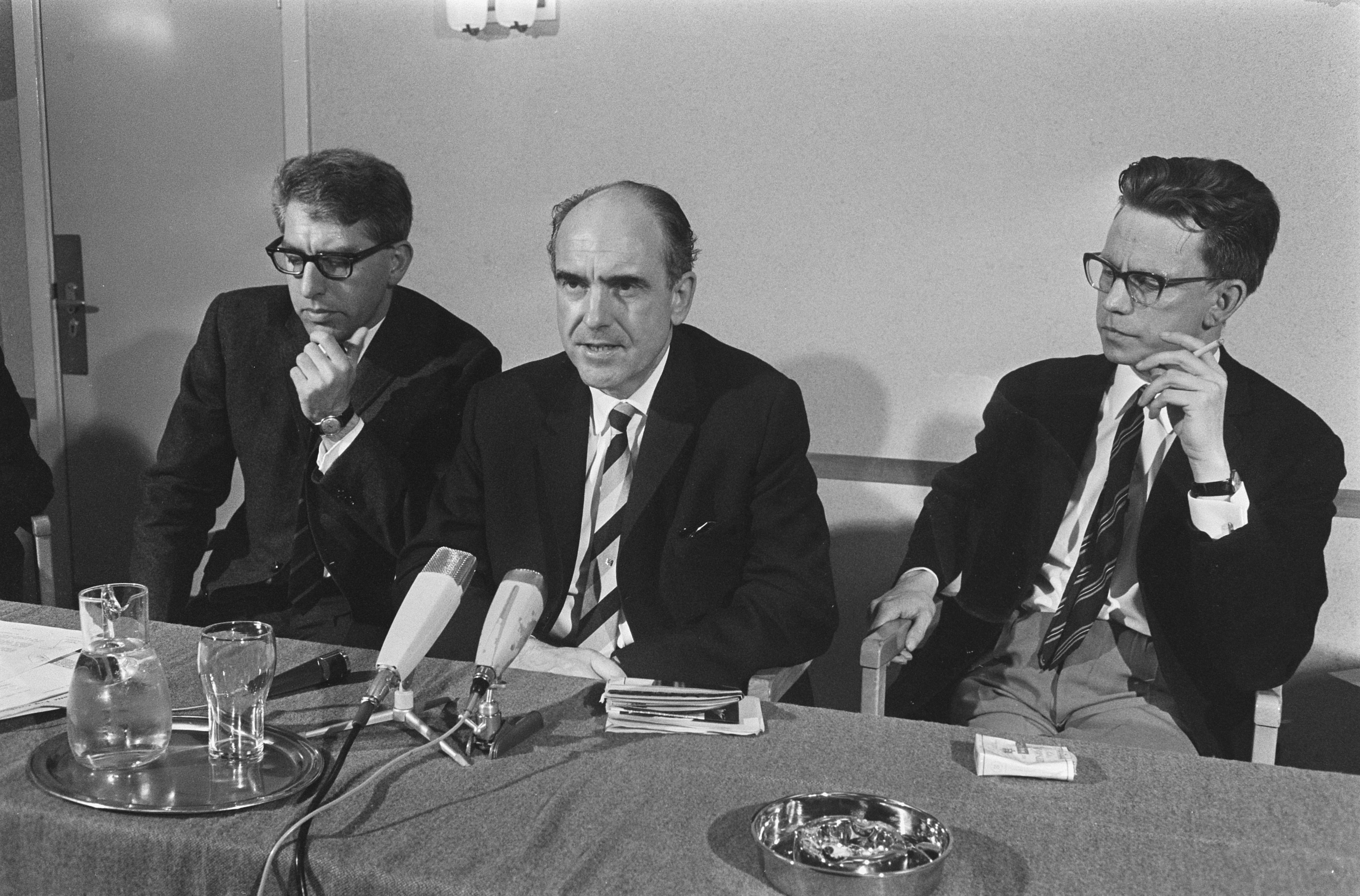
Andréas Papandréou (au centre) lors d'une conférence de presse à Amsterdam, le 24 avril 1968.

Le gouvernement grec allégue également qu'une « crise des institutions » due à une mauvaise gestion politique a rendu le coup d'État nécessaire ; les pays requérants déclarent que « la désapprobation du programme de certains partis politiques, à savoir l'Union du Centre et l'EDA, ne permettait pas en soi au gouvernement défendeur de déroger à la Convention en vertu de l'article 15 »,. La sous-commission estime que, contrairement aux affirmations de leurs opposants, les hommes politiques de l'Union du centre, Geórgios et Andréas Papandréou, sont liés à un gouvernement démocratique et constitutionnel. La sous-commission rejette également l'argument de la junte selon lequel les manifestations et les grèves justifiaient le coup d'État, car ces perturbations de l'ordre public n'étaient pas plus graves en Grèce que dans d'autres pays européens et n'atteignaient pas le niveau de danger justifiant une dérogation. Bien que la sous-commission ait constaté qu'avant le coup d'État, il y avait eu une augmentation de « l'instabilité et des tensions politiques, une expansion des activités des communistes et de leurs alliés, et un certain désordre public », elle estime que les élections prévues pour mai 1967 auraient stabilisé la situation politique.
La sous-commission a également examiné si, même si un danger imminent justifiait le coup d'État, la dérogation pouvait être maintenue par la suite. Le gouvernement grec fait état de désordres survenus après le coup d'État, notamment la formation de ce qu'il considère comme des organisations illégales et une série d'attentats à la bombe, entre septembre 1967 et mars 1969. Certains témoins ont déclaré que les mesures répressives de la junte avaient exacerbé le désordre. Bien qu'elle ait été très attentive aux attentats, la sous-commission estime que les autorités pouvaient contrôler la situation en utilisant des « mesures normales »,.
La justification de l'existence d'une « urgence » par le gouvernement grec s'appuie fortement sur l'arrêt de la Commission dans l'affaire Grèce contre Royaume-Uni, dans laquelle la déclaration du gouvernement sur l'existence d'une urgence a un poids important. Cependant, la Commission estime que la marge d'appréciation sur cette question s'est considérablement rétrécie dans l'intervalle et que la charge de la preuve incombe au gouvernement pour prouver l'existence d'une urgence qui n'aurait pas pu être combattue par des moyens ordinaires, constitutionnels,. La Commission juge à 10 contre 5 que l'article 15 n'est pas applicable, ni au moment du coup d'État ni à une date ultérieure,,. En outre, la majorité estime que la dérogation de la Grèce ne répond pas aux exigences légales et que le fait d'être un « gouvernement révolutionnaire » n'affecte pas les obligations de la Grèce au titre de la Convention.
Les cinq opinions dissidentes sont longues, ce qui indique que pour leurs auteurs, cette question représente le cœur du dossier. Certaines de ces opinions indiquent un accord avec le raisonnement du gouvernement grec selon lequel le coup d'État s'oppose à un réel « danger grave menaçant la vie de la nation », et étaient même en accord avec le coup d'État lui-même. D'autres soutiennent qu'un « gouvernement révolutionnaire » a plus de liberté pour déroger à la Convention. Les juristes Alexandre Kiss et Phédon Vegleris soutiennent que certaines des opinions dissidentes sont en fait des abstentions, qui ne sont pas autorisées par le règlement de la Commission. En 2018, l'affaire grecque est le seul cas, dans l'histoire de la Commission ou de la Cour, où une invocation de l'article 15 a été jugée injustifiée,.

### Autres articles
L'imposition de la loi martiale, la suspension arbitraire de juges et les condamnations de personnes pour « actes dirigés contre la sécurité nationale et l'ordre public », sont jugées comme constituant une violation de l'article 6 (droit à un procès équitable). La Commission ne constate pas de violation de l'article 7 concernant l'amendement constitutionnel du 11 juillet 1967, prétendu être une loi ex post facto, parce qu'il n'a pas été appliqué. Pour l'article 11, qui garantit la liberté d'association, la Commission estime qu'il est violé car les restrictions ne sont pas « nécessaires dans une société démocratique (en) ». Au contraire, les restrictions indiquent une tentative de créer un « État policier », qui est l'antithèse d'une « société démocratique »,. La Commission conclut à une « violation flagrante et persistante » de l'article 3 du Protocole 1, qui garantit le droit de vote aux élections, car « l'article 3 du Protocole 1 implique l'existence d'un organe législatif représentatif élu à intervalles raisonnables et constituant la base d'une société démocratique ». En raison de la suspension indéfinie des élections, « le peuple grec est ainsi empêché d'exprimer librement son opinion politique en choisissant l'organe législatif conformément à l'article 3 dudit protocole »,,.

## Procédures politiques

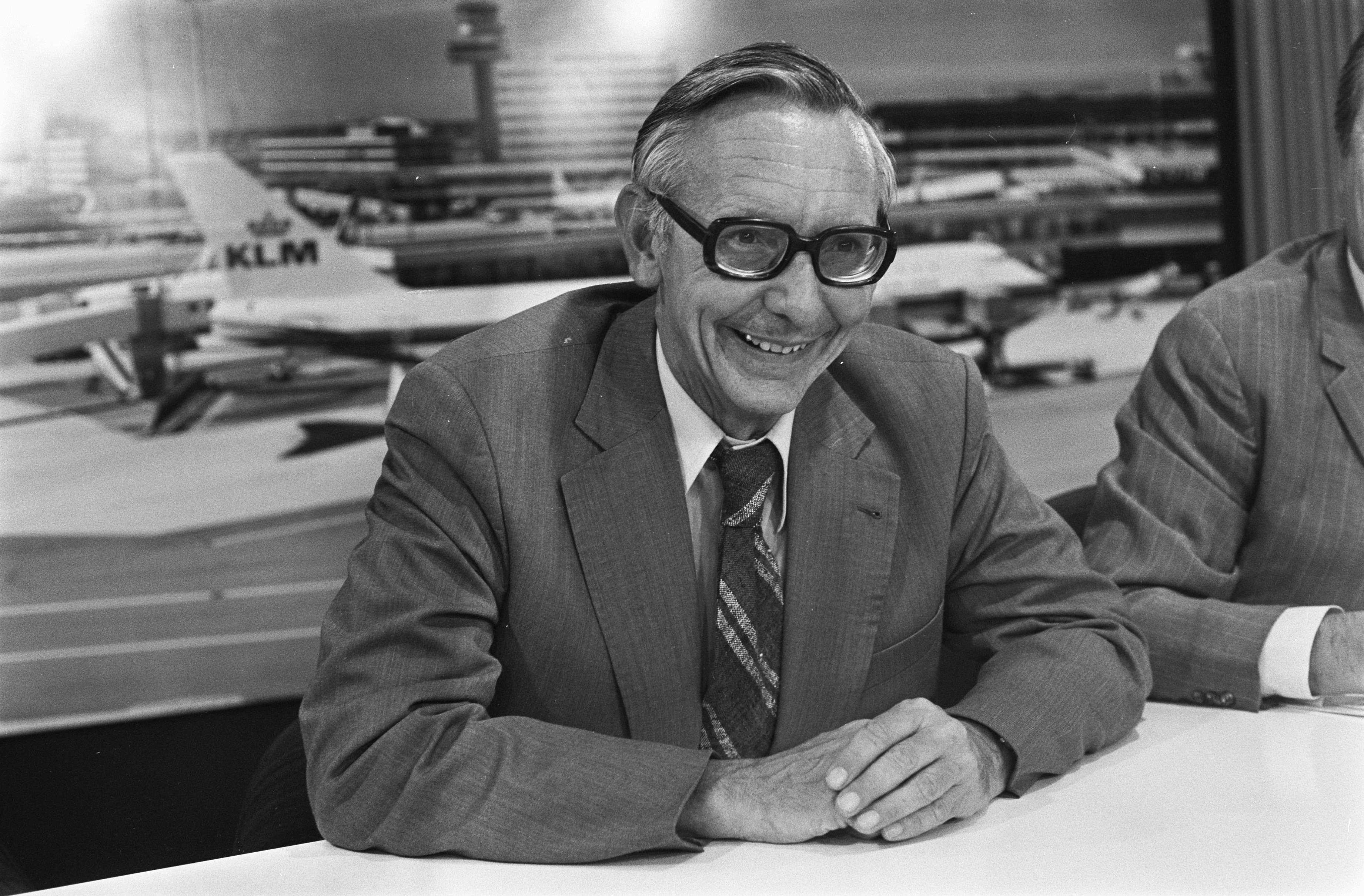
En tant que ministre des affaires étrangères des Pays-Bas, Max van der Stoel tient une conférence de presse, à son retour de Grèce, le 1er septembre 1974.

L'affaire révèle des divisions, au sein du Conseil de l'Europe, entre les petits États qui mettent l'accent sur les droits de l'homme et les grands (dont le Royaume-Uni, l'Allemagne de l'Ouest et la France) qui donnent la priorité au maintien de la Grèce, au sein de l'OTAN, en tant qu'allié de la guerre froide, contre le bloc de l'Est,. Une considération essentielle est que les États-Unis ne s'opposent pas à la junte grecque et, tout au long de l'affaire, ils interviennent en faveur du maintien de la Grèce au sein du Conseil de l'Europe. Cependant, les pays d'Europe occidentale utilisent l'affaire pour détourner les critiques internes de leurs relations avec la junte et réorienter les appels à l'expulsion de la Grèce de l'OTAN.
Outre l'affaire judiciaire, des procédures politiques, contre la Grèce au Conseil de l'Europe, sont en cours, en 1968 et 1969. À certains égards, le processus est similaire à la procédure de la Commission, car l'Assemblée parlementaire a nommé un rapporteur, Max van der Stoel, pour se rendre dans le pays et enquêter sur les faits.
Le choix de van der Stoel, un homme politique social-démocrate néerlandais, indique la ligne dure de l'Assemblée, à l'égard de la Grèce. S'appuyant sur les conclusions d'Amnesty International et du journaliste du Guardian, Cedric Thornberry (en), il s'est rendu trois fois dans le pays en 1968, mais la junte lui interdit de revenir parce qu'elle prétend qu'il manque d'objectivité et d'impartialité. Il estime que, à l'instar de l'Espagne franquiste et de la dictature de l'Estado Novo au Portugal, dont l'adhésion a été refusée,, il est « indéniable que le régime grec actuel ne remplit pas les conditions objectives d'adhésion au Conseil de l'Europe énoncées à l'article 3 du Statut », ce qui est dû en partie à l'absence d'État de droit et de protection des libertés fondamentales en Grèce, et que l'absence de parlement empêche la Grèce de participer à l'Assemblée parlementaire.
Le 30 janvier 1969, Van der Stoel présente son rapport à l'Assemblée parlementaire, qui, contrairement aux conclusions de la Commission, n'est pas lié par la confidentialité, et sa recommandation d'expulsion, en vertu de l'article 8 du Statut du Conseil de l'Europe,. Comme le souligne van der Stoel, ce travail est distinct de celui de la Commission car il n'évolue pas si la CEDH a été violée. Après débat, l'Assemblée parlementaire adopte la Résolution 547 (avec 92 pour, 11 contre, 20 abstentions) qui recommande l'expulsion de la Grèce du Conseil de l'Europe,. Lors de sa réunion du 6 mai 1969, le Comité des Ministres décide de porter la résolution 547 à l'attention du gouvernement grec et prévoit un vote sur la résolution pour sa prochaine réunion du 12 décembre 1969,,. À la fin de 1969, les votes sur l'expulsion de la Grèce se précipitent. La junte menace publiquement de boycotter économiquement les pays qui ont voté pour la résolution. Sur dix-huit pays, la Suède, le Danemark, les Pays-Bas, le Luxembourg, l'Islande, la Suisse et le Royaume-Uni avaient déjà signalé leur intention de voter pour l'expulsion de la Grèce avant la réunion du 12 décembre,. Le Royaume-Uni a une position ambiguë envers la Grèce, mais le 7 décembre, le Premier ministre Harold Wilson prononce un discours à la Chambre des communes indiquant que le gouvernement voterait contre la Grèce.

## Sortie de la Grèce

### Fuite du rapport
Peu après que la Commission ait reçu le rapport, celui-ci fait l'objet d'une fuite,. Des résumés et des extraits sont publiés dans le Sunday Times, le 18 novembre et dans Le Monde, le 30 novembre,. Une large couverture médiatique fait connaître la conclusion selon laquelle la Grèce a violé la CEDH et la torture est une politique officielle du gouvernement grec,. Le rapport fait écho aux conclusions d'autres enquêtes menées par Amnesty International et le Comité américain pour la démocratie en Grèce. Les rapports ont un fort impact sur l'opinion publique,, : des manifestations contre la junte ont lieu dans toute l'Europe. Le 7 décembre, la Grèce adresse une note verbale au Secrétaire général du Conseil de l'Europe dénonçant la fuite et accusant la Commission d'irrégularités et de partialité, ce qui rend le rapport « nul et non avenu » aux yeux de la Grèce. La Grèce affirme également que la Commission a divulgué le rapport pour influencer la réunion du 12 décembre,,. Le Secrétariat de la Commission nie la responsabilité de la fuite ; Becket affirme qu'elle « venait de Grèce même et constituait un acte de résistance des Grecs contre le régime », selon des « sources bien informées ». Après la fuite, l'ambassadeur britannique en Grèce, Michael Stewart, conseille à Pipinélis, si la junte n'accepte pas un calendrier concret pour la démocratisation, qu'il serait préférable de se retirer volontairement du Conseil de l'Europe.

### Réunion du 12 décembre
Le 12 décembre, le Comité des ministres se réunit à Paris. Comme son règlement interdit de voter sur le rapport avant qu'il n'ait été entre les mains du Comité durant trois mois, le rapport, transmis le 18 novembre 1969, n'est pas discuté lors de leur réunion,,. Pipinélis, le ministre grec des Affaires étrangères, prononce un long discours dans lequel il évoque les causes du coup d'État de 1967, les réformes possibles en Grèce et les recommandations du rapport de la Commission. Cependant, comme son auditoire a des copies du rapport de la Commission et que Pipinélis ne donne pas de calendrier pour les élections, son discours ne convainc pas. Onze des dix-huit États membres du Conseil de l'Europe soutiennent la résolution demandant l'expulsion de la Grèce, une résolution de la Turquie, de Chypre et de la France visant à retarder le vote n'aboutit pas. À cette époque, ces États sont les seuls à s'opposer à l'expulsion de la Grèce, et il devient évident que la Grèce va perdre le vote,. L'historienne Effie Pedaliu (en) suggère que le Royaume-Uni abandonne son soutien à la junte dans le processus du Conseil, ce qui ébranle Pipinélis et le fait soudainement revenir sur sa décision.
Après que le président du Comité, le ministre italien des affaires étrangères Aldo Moro, ait suggéré une pause pour le déjeuner, Pipinélis demande la parole,, sauvant ainsi la face. Il annonce que la Grèce quitte le Conseil de l'Europe, en vertu de l'article 7 du Statut, conformément aux instructions de la junte,, ce qui a pour effet de dénoncer trois traités auxquels la Grèce était partie : le Statut du Conseil de l'Europe, la CEDH et le Protocole 1 de la CEDH,,. Pipinélis qualifie la Commission de « conspiration d'homosexuels et de communistes contre les valeurs helléniques », et déclare « Nous mettons en garde nos amis occidentaux : Bas les pattes de la Grèce » et il sort,. Il déclare ensuite au secrétaire d'État américain William P. Rogers qu'il regrette ce retrait, car celui-ci renforce l'isolement international de la Grèce et augmente la pression contre la junte, à l'OTAN,.

### Conséquences
Le Comité des Ministres adopte une résolution déclarant que la Grèce a « gravement violé l'article 3 du Statut » et s'est retirée du Conseil de l'Europe, rendant ainsi la suspension inutile. Le 17 décembre 1969, le Secrétaire général publie une note verbale rejetant les allégations de la Grèce contre la Commission. Le Comité des Ministres adopte le rapport lors de la réunion suivante, le 15 avril. Il déclare que « le gouvernement grec n'est pas prêt à respecter ses obligations permanentes au titre de la Convention », en constatant des violations continues. Par conséquent, le rapport sera rendu public et le « gouvernement de la Grèce [a été] instamment prié de rétablir sans délai les droits de l'homme et les libertés fondamentales en Grèce » et d'abolir immédiatement la torture,,.
Comme le déclare Moro, lors de la réunion du 12 décembre, en pratique, la Grèce cesse immédiatement d'être membre du Conseil de l'Europe. Le pays annonce le 19 février 1970 qu'il ne participerait à aucune réunion du Comité des ministres car il ne se considère plus comme membre. Conformément à l'article 65 de la CEDH, la Grèce cesse d'être membre de la CEDH après six mois, le 13 juin 1970, et quitte De jure le Conseil de l'Europe, le 31 décembre 1970,.

## Deuxième affaire
Le 10 avril 1970, le Danemark, la Norvège et la Suède déposent une autre requête, contre la Grèce, alléguant des violations des articles 5 et 6, liées au procès en cours de 34 opposants au régime, devant le Tribunal militaire extraordinaire d'Athènes, dont l'un semble susceptible d'être exécuté. Les pays requérants demandent à la Commission d'intervenir pour empêcher toute exécution, demande qui est acceptée. Le Secrétaire général du Conseil de l'Europe soumet une telle demande à la demande du président de la Commission,. La Grèce déclare que la demande est irrecevable parce qu'elle a dénoncé la Convention et que les recours internes n'ont pas été épuisés. La Commission déclare la requête provisoirement recevable le 26 mai, une décision qui devient définitive le 16 juillet, la Grèce ayant répondu aux questions. Le raisonnement de la Grèce est rejeté parce que son retrait de la CEDH ne prend effet que le 13 juin et que les violations survenues avant cette date restent justiciables. En outre, l'épuisement des recours internes ne s'applique pas car les violations concernent des « pratiques administratives ».
Le 5 octobre, la Commission décide qu'elle ne peut pas statuer sur les faits de l'affaire parce que le refus de la Grèce de coopérer à la procédure met la Commission dans l'impossibilité d'exercer ses fonctions habituelles,. Aucun des accusés du procès n'est exécuté, bien qu'il ne soit pas clair si l'intervention a affecté la procédure en Grèce. Après la chute de la junte, le 23 juillet 1974,,, la Grèce rejoint le Conseil de l'Europe, le 28 novembre 1974. À la demande de la Grèce et des trois pays requérants, l'affaire est classée en juillet 1976,.

## Efficacité et résultats
Le rapport est salué comme une grande réussite pour avoir exposé les violations des droits de l'homme dans un document d'une autorité et d'une crédibilité considérables,. Pedaliu soutient que cette affaire contribue à faire éclater le concept de non-intervention sur les violations des droits de l'homme et montre clairement que sans respect des droits de l'homme, un État ne peut pas faire partie de l'Occident. Le processus déclenche une large couverture médiatique pendant près de deux ans, augmentant la prise de conscience de la situation en Grèce et de la CEDH,. Le Commissaire aux droits de l'homme du Conseil de l'Europe, Thomas Hammarberg, déclare que « l'affaire grecque est devenue une leçon déterminante pour les politiques des droits de l'homme en Europe ». Il fait valoir que l'expulsion de la Grèce du Conseil de l'Europe a « une influence et une grande signification morale pour de nombreux Grecs ». L'affaire conduit au développement de la médecine légale de la torture et à la mise au point de techniques permettant de prouver qu'il y a eu torture. L'affaire renforce le prestige et l'influence d'Amnesty International et d'autres organisations similaires, et conduit la Croix-Rouge à réexaminer ses politiques en matière de torture.
L'affaire révèle la faiblesse du système de la Convention tel qu'il existe à la fin des années 1960, car « à lui seul, le système de la Convention n'a finalement pas pu empêcher l'établissement d'un régime totalitaire », objectif principal de ceux qui l'ont proposé en 1950. Contrairement aux autres affaires dont la Commission est saisie à l'époque, mais à l'instar de l'affaire Irlande contre Royaume-Uni (l'affaire des cinq techniques (en)), il s'agit d'une affaire interétatique alléguant des violations systématiques et délibérées des droits de l'homme par un État membre. La Commission, qui n'a qu'un pouvoir moral, traite au mieux les cas individuels et lorsque l'État responsable se soucie de sa réputation et se montre coopératif,. D'autres cas concernent des écarts mineurs par rapport à une norme de protection des droits de l'homme ; en revanche, les prémisses de la junte sont contraires aux principes de la CEDH - ce que le gouvernement grec ne nie pas. L'absence de résultats conduit la juriste Georgia Bechlivanou à conclure à « une absence totale d'efficacité de la Convention, qu'elle soit directe ou indirecte »,. Changer un gouvernement responsable de violations systématiques n'est pas du ressort du système de la CEDH. L'affaire grecque accroit paradoxalement le prestige de la Commission et renforce le système de la Convention en isolant et en stigmatisant un État responsable de violations graves des droits de l'homme,.
Le commissaire Sørensen estime que les actions du Comité des Ministres ont abouti à une « occasion perdue » en jouant trop tôt la menace d'expulsion et en fermant la possibilité d'une solution, en vertu de l'article 32 et des recommandations de la Commission. Il fait valoir que la dépendance économique de la Grèce à l'égard de la CEE et sa dépendance militaire à l'égard des États-Unis peuvent être mises à profit pour renverser le régime, ce qui était impossible une fois que la Grèce avait quitté le Conseil de l'Europe. Bien que le fait de concéder le rapport ait été une « victoire à la Pyrrhus », Pedaliu soutient que le point de vue de Sørensen ne tient pas compte du fait que le régime grec n'a jamais été disposé à réduire ses violations des droits de l'homme. L'affaire dépouille la junte de sa légitimité internationale et contribue à l'isolement international croissant de la Grèce,. Cet isolement a peut-être contribué aux difficultés de la junte à gouverner efficacement ; elle n'a pas été en mesure de répondre à l'invasion turque de Chypre, qui a provoqué l'effondrement soudain de la junte en 1974. L'avocat des droits de l'homme, Scott Leckie, soutient que la surveillance internationale des droits de l'homme en Grèce a aidé le pays à passer plus rapidement à la démocratie,. La dénonciation de la Grèce est la première fois qu'une convention régionale sur les droits de l'homme est dénoncée par un de ses membres. Aucun autre pays n'avait dénoncé la CEDH ou quitté le Conseil de l'Europe depuis,.
Becket constate qu'« il ne fait aucun doute que le processus du système de la Convention a constitué un frein important au comportement des autorités grecques » et qu'en raison de la surveillance internationale, moins de personnes ont été torturées qu'elles ne l'auraient été autrement,. Le 5 novembre 1969, la Grèce signe un accord avec la Croix-Rouge pour tenter de prouver son intention de réforme démocratique,, bien que l'accord n'ait pas été renouvelé en 1971,. L'accord est important car aucun accord similaire n'avait été signé par un pays souverain avec la Croix-Rouge en dehors de la guerre ; la torture et les mauvais traitements ont diminué à la suite de l'accord. La pression internationale a également empêché les représailles contre les témoins dans l'affaire. Becket considère également que la Grèce a commis une bévue incompétente pour se défendre alors qu'elle est clairement en tort, et qu'elle aurait pu tranquillement quitter le Conseil de l'Europe.
Le rapport sur l'affaire grecque a un impact significatif sur la convention des Nations unies contre la torture (1975) et la définition de la torture dans la Convention des Nations unies contre la torture (1984),. Elle conduit également conduit à une autre initiative de la Convention du Conseil de l'Europe contre la torture, les traitements inhumains ou dégradants (en) (1987), qui créé le Comité européen pour la prévention de la torture et des peines ou traitements inhumains ou dégradants. L'affaire grecque déclenche également la Conférence sur la sécurité et la coopération en Europe, qui aboutit aux accords d'Helsinki. En 1998, le Premier ministre Giórgos Papandréou remercie « tous ceux qui, au sein du Conseil [de l'Europe] et en dehors, ont soutenu la lutte pour le retour de la démocratie dans le pays d'origine ».

## Effet sur la jurisprudence de la CEDH
L'affaire grecque est la première fois que la Commission constate formellement une violation de la CEDH et ses conclusions constituent des précédents influents dans des affaires ultérieures,. En ce qui concerne la recevabilité, au titre de l'article 26, la Commission décide qu'elle ne se contente pas d'examiner l'existence formelle des recours judiciaires, mais qu'elle s'interroge sur leur efficacité réelle dans la pratique, notamment sur la question de savoir si le pouvoir judiciaire est réellement indépendant et impartial. S'appuyant sur l'affaire Lawless c. Irlande (en), l'affaire a permis de définir les circonstances pouvant être qualifiées de « danger public exceptionnel menaçant la vie de la nation » au titre de l'article 15,, tout en laissant ouverte la question, non résolue à partir de 2018, de savoir si les putschistes qui ont réussi peuvent déroger à leurs droits en raison d'une situation d'urgence résultant de leurs propres actions,,. Selon Jeffrey Agrest, le point de droit (en) le plus important, établi par l'affaire, est son interprétation de l'article 15, car le jugement empêche l'utilisation de l'article comme clause de sauvegarde. L'affaire a également illustré les limites de la doctrine de la marge d'appréciation ; la suspension de toute règle de droit constitutionnelle est manifestement en dehors de la marge.
Au cours des années 1950 et 1960, il n'existait aucune définition de ce qui constituait de la torture ou des traitements inhumains et dégradants au sens de l'article 3 de la CEDH,. Dans l'affaire grecque, la Commission déclare que toute torture est un traitement inhumain et que tout traitement inhumain est dégradant,. Elle estime que la torture est « une forme aggravée de traitement inhumain » qui se distingue par le fait que la torture « a[vait] un but, tel que l'obtention d'informations ou d'aveux, ou l'infliction d'une peine », plutôt que par la gravité de l'acte. Cependant, l'aspect volontaire est marginalisé dans des cas ultérieurs, qui considérent que la torture est objectivement plus grave que des actes qui ne constituent qu'un traitement inhumain ou dégradant. Dans le rapport sur l'affaire grecque, la Commission statue que l'interdiction de la torture est absolue. La Commission ne précise pas si les traitements inhumains et dégradants sont également absolument interdits, et semble laisser entendre qu'ils ne le sont peut-être pas, avec la formulation « dans la situation particulière injustifiable ». Toutefois, dans l'affaire Irlande contre Royaume-Uni, la Commission estime que les traitements inhumains et dégradants sont également une interdiction absolue.
Un seuil de gravité distingue les « traitements inhumains » et les « traitements dégradants », le premier étant défini comme « au moins les traitements qui causent délibérément des souffrances aiguës, mentales ou physiques, qui, dans la situation particulière, sont injustifiables » et le second, celui qui « humilie gravement la victime devant autrui ou la pousse à commettre un acte contre sa volonté ou sa conscience »,. L'une des implications du rapport sur l'affaire grecque est que les mauvaises conditions sont plus susceptibles d'être jugées inhumaines ou dégradantes si elles sont appliquées aux prisonniers politiques. Les définitions de l'affaire grecque sont réutilisées lors de l'affaire Irlande contre Royaume-Uni. L'affaire clarifie également que la norme de preuve de la Commission est au-delà de tout doute raisonnable,, une décision qui laisse une asymétrie entre la victime et les autorités étatiques, qui peuvent empêcher la victime de recueillir les preuves nécessaires pour prouver qu'elle a subi une violation. Toutefois, la Cour statue dans des affaires ultérieures où des violations de l'article 3 semblent probables, qu'il incombe à l'État de mener une enquête efficace sur les allégations de mauvais traitements. Elle contribue également à définir la notion de « pratique administrative » des violations systématiques.